# Ozzy és Drix
Az Ozzy és Drix (angolul: Ozzy and Drix) egy 2002-től 2004-ig futott, kultikus rajzfilmsorozat volt, amely a 2001-es Ozmózis Jones című film alapján készült. Amerikában a Kids' WB és a Cartoon Network vetítette. Magyarországon szintén a Cartoon Network sugározta. A műsor 2002. szeptember 14.-től 2004. július 5.-ig futott Amerikában. Két évadot élt meg 26 epizóddal. Az évek során kultikus státuszt ért el a sorozat.

## Ismertető
A történet a két címadó főszereplőről szól. Történetesen az egyikük (Ozzy) egy sejt, társa (Drix) pedig kapszula és rendőri szerepet töltenek be. A történet elején egy veszedelmes vírust üldöznek, és véletlenül bekerülnek egy Hector nevű fiú szervezetébe. Ezután elhatározzák, hogy megvédik a fiút a gonosz sejtektől és vírusoktól. Az epizódok alatt érdekes kalandokba keverednek.

## Szereplők
| Szereplő                  | Eredeti hang    | Magyar hang        |
| ------------------------- | --------------- | ------------------ |
| Osmosis "Ozzy" Jones      | Phil LaMarr     | Hujber Ferenc      |
| Drixenol "Drix"           | Jeff Bennett    | Kerekes József     |
| Maria Amino               | Tasia Valenza   | Zakariás Éva       |
| Ellen Patella             | Vivica A. Fox   | Létay Dóra         |
| Paul Spryman polgármester | Alanna Ubach    | Simonyi Balázs     |
| Farpofa rendőrfőnök       | Jim Cummings    | Borbiczki Ferenc   |
| Hector Cruz               | Justin Cowden   | Szvetlov Balázs    |
| Travis Lum                | Rob Paulsen     | Szalay Csongor     |
| Christine Kolchuck        | Kimberly Brooks | Bogdányi Titanilla |